# Franz Burghardt

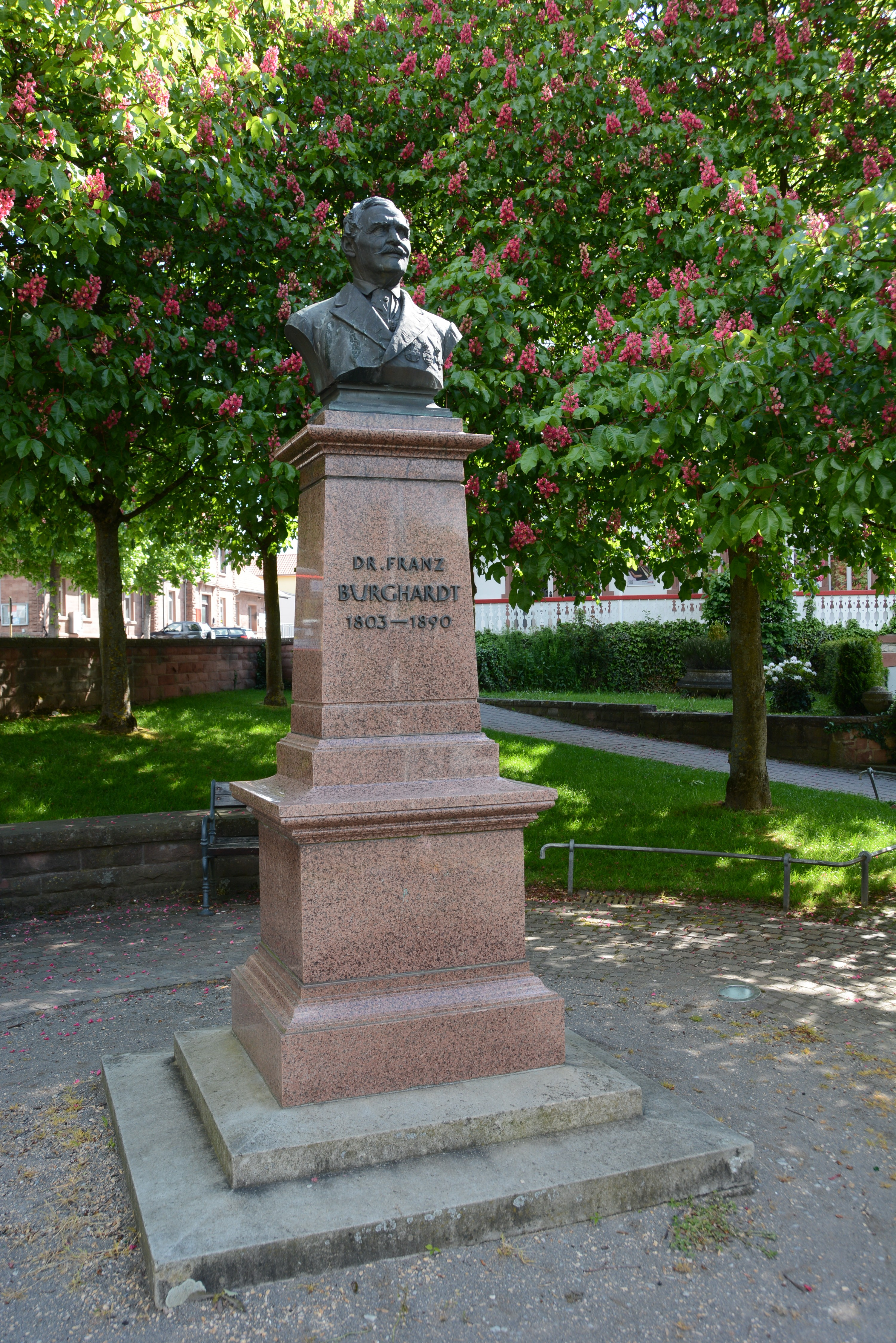
Denkmal mit Büste von Dr. Franz Burghardt in Buchen

Dr. Franz Burghardt (* 26. Januar 1803 in Buchen im Odenwald; † 20. März 1890 in Budapest) war Arzt und Geschäftsmann in Budapest.

## Leben
Burghardt wurde als Sohn des Bauers Joseph Anton Burghardt und dessen Frau Agnes Scheuermann geboren. Nach dem frühen Tod seiner Eltern wuchs er in ärmlichen Verhältnissen auf. Er begann als Schusterbub und Gänsehirte und wurde später Tüncher.
Vermutlich auf Vermittlung des damaligen Buchener Kaplans kam Burghardt an das Gymnasium in Tauberbischofsheim, wo er sein Abitur machte. Im Februar 1822 immatrikulierte er sich an der Universität Heidelberg und studierte dort für zwei Jahre Chirurgie, später auch Augenheilkunde. Am 1. Oktober 1824 trat er als Unterarzt in das österreichische k.k. Heer und wurde am 25. August 1827 zur Beendigung seines Studiums an die Josephs-Akademie in Wien abkommandiert. Er approbierte zum Wund- und Geburtsarzt und wurde im August 1831 zum Oberfeldarzt befördert.
Am 2. Februar 1831 heiratete er die Witwe Katharina Retzer, die aber nur wenige Monate später starb. Am 1. Oktober 1831 kam er nach Pest, wo er 1833 Anna Maria Gerschläger heiratete.
Durch eine handschriftliche Dissertation erwarb er sich 1836 an der Universität Gießen den Doktortitel. 1842 wurde er auf eigenen Wunsch aus dem österreichischen Militär entlassen und betätigte sich anschließend sehr erfolgreich als Geschäftsmann im Immobiliensektor in Budapest.
1852 wurde Burghardt in den Gemeinderat von Pest gewählt. 1854 übernahm er ehrenamtlich die Inspektion des städtischen Rochusspitals, wo er zahlreiche Modernisierungen vornahm. 1859 ernannte man ihn zum Schulaufseher für die Pester Oberrealschule sowie die Musterhauptschule. In seinen Funktionen setzte er sich tatkräftig für die Beseitigung von Missständen ein. Aufgrund politischer Veränderungen mit dem Wandel zu Österreich-Ungarn wurde er in der Folge erst 1876 als Ritter des Franz-Joseph-Ordens geehrt.
Auch seine Heimatstadt Buchen bedachte er mit Geldzuwendungen für Arme und Kranke. 1856 trug er maßgeblich zum Bau einer Krankenpflegeanstalt bei. Nach dem Tod seiner Frau 1877 rief er zugunsten hilfsbedürftiger Schüler den mit 15.000 Gulden dotierten Dr. Franz und Maria Burghardtischen Stiftungsfond ins Leben. Ein mit der gleichen Summe ausgestatteter Fond ermöglichte die Umwandlung der Höheren Bürgerschule in ein Realgymnasium. 1884 gründete er mit 20.000 Gulden Stiftungskapital die Gewerbestiftung, mit der die örtliche Gewerbeschule finanziert wurde. 1889 ließ Burghardt dem Realgymnasialfond weitere 20.000 Gulden zukommen.
Das Großherzogtum Baden verlieh Burghardt 1878 das Ritterkreuz I. Klasse mit Eichenlaub des Ordens vom Zähringer Löwen. Seine Heimatstadt Buchen verlieh ihm am 18. Oktober 1884 die Ehrenbürgerwürde und errichtete nach seinem Tod 1891 in den Bahnhofsanlagen ein Denkmal. Nachdem das Oberschulamt Karlsruhe verfügt hatte, dass den
Höheren Schulen besondere Namen gegeben werden sollten, wurde das „Realgymnasium“ Buchen 1954 nach dem großen Wohltäter der Stadt „Burghardt-Gymnasium“ benannt.